# Malkovec
Malkovec je vinogradniško obcestno naselje v Občini Sevnica. Leži na grebenu hriba Malkovec.